# Famille Garai
Pour les articles homonymes, voir Garai et Garay.
 (juillet 2024).
Si vous disposez d'ouvrages ou d'articles de référence ou si vous connaissez des sites web de qualité traitant du thème abordé ici, merci de compléter l'article en donnant les références utiles à sa vérifiabilité et en les liant à la section « Notes et références ».
Garay ou Garai (en croate et en serbe : Gorjanski) est une famille noble du royaume de Hongrie, une branche du clan Dorozsma (Duružmić) dont certains membres ont été influents au XIVe et au XVe siècle. Ils étaient seigneurs de Csesznek.

## Personnalités

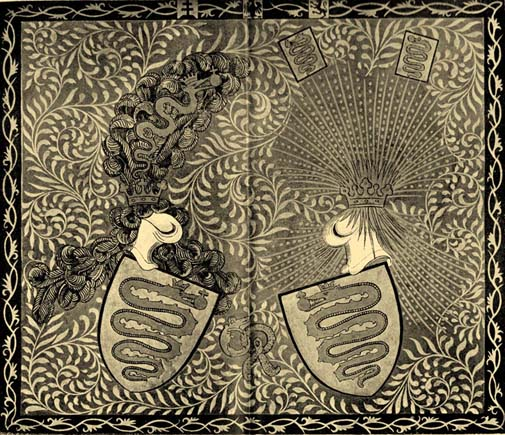
Famille Garai

- Miklós Garai, palatin de Hongrie (1375-1385), partisan de la reine Marie Ire, assassiné le 25 juillet 1386.
- Miklós Garai II (1367-1433), palatin de Hongrie, participant de la bataille de Nicopolis. Fils du précédent.
- László Garai II (1410-1459), palatin de Hongrie (1447-1458), fils du précédent.
- János Garai  (?–1430), ispán de Temes.
- Dorothya Garai (?-1438), épouse de Tvrtko II, reine consort de Bosnie. Fille du précédent.